# Морено Пас, Алекс
Алекс Фернандо Морено Пас (англ. Alex Fernando Moreno Paz; род. 25 января 2002, Кибдо) — колумбийский футболист, защитник клуба «Мильонариос».

## Клубная карьера
Морено — воспитанник клуба «Мильонариос». 20 февраля 2022 года в матче против «Хагуарес де Кордова» он дебютировал в Кубке Мустанга. 12 июня 2023 года в поединке против «Бояка Чико» Алекс забил свой первый гол за «Мильонариос». В том же году он помог клубу выиграть чемпионат и завоевать Кубок Колумбии.  

## Достижения
Клубные
 «Мильонариос»
- Победитель Кубка Мустанга — Апертура 2023
- Обладатель Кубка Колумбии — 2022